# Apóstolos Angelís
Apóstolos Angelís (en grec moderne : Απόστολος Αγγελής ; né le 24 juin 1993 à Ioánnina) est un biathlète et fondeur grec.

## Biographie
Membre du club EOS Metsóvou, il prend part à deux éditions des Jeux olympiques, à la chaque fois en ski de fond, en 2014 à Sotchi et en 2018 à Pyeongchang, édition pour laquelle il est le premier porteur de la torche olympique.
Il a couru quatre éditions des Championnats du monde de ski nordique, obtenant comme meilleur résultat individuel une 77e place au quinze kilomètres en 2021 à Oberstdorf. Il compte deux départs en Coupe du monde de ski de fond en 2015 et 2016.
En biathlon, il fait ses débuts internationaux en 2010, prenant part aux Championnats du monde pour les jeunes. Depuis 2015, il prend part aux Championnats du monde, obtenant son meilleur résultat en 2016 à Oslo avec une 79e place à l'individuel. La majeure partie du temps, il est engagé en IBU Cup, où il enregistre comme meilleur résultat une 27e place à Idre fin 2018. En janvier 2020, il est 71e du sprint à Ruhpolding, soit son meilleur résultat dans la Coupe du monde.

## Palmarès en ski de fond

### Jeux olympiques
| Sotchi 2014      | 74e | -   |
| Pyeongchang 2018 | 71e | 77e |

## Palmarès en biathlon

### Championnats du monde
| Édition / Épreuve       | Individuel | Sprint | Poursuite | Mass start | Relais | Relais mixte | Relais mixte simple              |
| ----------------------- | ---------- | ------ | --------- | ---------- | ------ | ------------ | -------------------------------- |
| Kontiolahti 2015        | 116e       | 98e    | -         | -          | -      | -            | Épreuve inexistante à cette date |
| Oslo 2016               | 79e        | 94e    | —         | —          | -      | —            | Épreuve inexistante à cette date |
| Hochfilzen 2017         | 92e        | 101e   | -         | -          | -      | -            | Épreuve inexistante à cette date |
| Östersund 2019          | 85e        | 90e    | —         | —          | -      | —            | DNS                              |
| Antholz-Anterselva 2020 | 88e        | 100e   | –         | —          | -      | -            | -                                |
| Pokljuka 2021           | 87e        | 98e    | -         | -          | -      | -            | -                                |
| Oberhof 2023            | DNF        | 99e    | -         | -          | -      | -            | -                                |
| Nové Město 2024         | 85e        | 97e    | -         | -          | -      | -            | 28e                              |
| Lenzerheide 2025        | 79e        | 88e    | —         | —          | —      | —            | —                                |